# Świebodzin
Świebodzin (in tedesco Schwiebus) è un comune urbano-rurale polacco del distretto di Świebodzin, nel voivodato di Lubusz.
Ricopre una superficie di 227,36 km² e nel 2004 contava 29 794 abitanti.

## Monumenti e luoghi d'interesse
Vi si trova il Cristo Re, la statua di Cristo più alta del mondo, sebbene vi siano classifiche diverse a seconda del computo del basamento. È di 6,5 metri più alta della celebre statua del Redentore di Rio de Janeiro.
In piazza Giovanni Paolo II è posta la statua di Czesław Niemen.
Nell'area comunale si trova un parco naturale che conserva una delle ultime tracce dell'originaria foresta di querce che copriva ampiamente la Polonia un tempo.